# Pont romain de Viviers
Le pont romain est un pont situé en France sur le territoire de la commune de Viviers, dans le département de l'Ardèche en région Rhône-Alpes.
Il fait l'objet d'un classement au titre des monuments historiques depuis le 13 août 1986.

## Localisation
Le pont est situé sur le territoire de la commune de Viviers, dans le département français de l'Ardèche, et enjambe l'Escoutay sur 110 mètres.

## Historique
L'essentiel du pont date de la période romaine, on y retrouve des caractéristiques propres aux ponts construits dans la région à partir du IIe siècle. Des dégâts, vraisemblablement dû aux différentes crues ont occasionné le remplacement de trois des arches originelles.
L'édifice est classé au titre des monuments historiques en 1986.